# Sette passi dalla fine
Sette passi dalla fine (in inglese Seven Steps East) è un romanzo poliziesco di Ben Benson, pubblicato nel 1959.

## Trama

### Introduzione
Kirk Chanslor, allievo agente della polizia di Stato, scompare misteriosamente mentre sta indagando in privato su una bisca clandestina di cui sospetta l'esistenza. Il caso sarà affidato all'agente, suo amico, Ralph Lindsey, che dovrà anche smascherare i biscazzieri "fiutati" dal ragazzo scomparso.

## Personaggi
- Kirk Chanslor, allievo agente della polizia di Stato
- John Eaton, tenente della polizia di Stato
- Ralph Lindsey, agente della polizia di Stato
- Chester Raynham, ex-gangster
- Iva Hancock, impiegata dell'albergo
- Connie Ossipee, cameriera dell'albergo
- Sam Gahagan, tenente di polizia
- Wendell Starrett, rappresentante di commercio
- Larry Pierce, venditore di automobili usate
- Sal Aguerra, teppista
- Arthur Nassim, venditore di carte da gioco

## Edizioni italiane
- Sette passi dalla fine, traduzione di Bruno Just Lazzari, Il Giallo Mondadori n.605, Milano, Mondadori, 4 settembre 1960.